# احمدآباد (گران‌بوی)
احمدآباد (به لاتین: Əhmədabad) یک منطقهٔ مسکونی در جمهوری آذربایجان است که در شهرستان گران‌بوی واقع شده‌است.